# أنيل ميهتا
أنيل ميهتا (بالإنجليزية: Anil Mehta)‏ (و. م) هو مصور سينمائي، ومؤلف، ومخرج أفلام، وكاتب سيناريو هندي، ولد في مومباي.

## التعليم
تعلم في معهد السينما والتلفزيون الهندي.

## جوائز
حصل على جوائز منها:
- جوائز نجم النقابة
- National Film Award for Best Cinematography [الإنجليزية]‏

## وصلات خارجية
- أنيل ميهتا على موقع IMDb (الإنجليزية)
- أنيل ميهتا على موقع قاعدة بيانات الأفلام العربية
- أنيل ميهتا على موقع ألو سيني (الفرنسية)
- أنيل ميهتا على موقع أول موفي (الإنجليزية)
- أنيل ميهتا على موقع قاعدة بيانات الأفلام السويدية (السويدية)
- أنيل ميهتا على موقع قاعدة بيانات الفيلم (الإنجليزية)
- أنيل ميهتا على موقع كينوبويسك (الروسية)